# Wolmar Meijerfeldt
Wolmar Meijerfeldt, även känd som Wolmer Johan von Meyerfelt, född cirka 1667, död 1 maj 1739 i Wien, var en svensk greve och militär i svensk och kejserlig tjänst.

## Biografi
Wolmar Meijerfeldt var son till överinspektören Anders Meijer, adlad Meijerfeldt, och Anna Catharina Wolff. Han blev 1694 löjtant i svensk tjänst. Meijerfeldt uppges ha nått graden överstelöjtnant innan ingick i kejserlig tjänst där han som högst nådde graden generalfältmarskalklöjtnant (generalwachtmeister) 1733. År 1705 upphöjdes han tillsammans med sin bror, general Johan August Meijerfeldt den äldre, till friherre och 1719 till greve. Han avled 1739 ogift och slöt sin egen ättegren.